# Because of You (singel Ne-Yo)
Because of You to piosenka pop/R&B stworzona przez Eriksena, Hermansena, Smitha, wydana na singlu i promująca drugi studyjny album Ne-Yo Because of You (2007). Utwór został wyprodukowany przez Stargate i wypuszczony na rynek muzyczny w formacie CD 13 marca 2007.
Utwór został nagrodzony Złotem.

## Informacje o singlu
Oficjalny remix singla nagrał Kanye West. Utwór zadebiutował na liście Billboard Hot 100 na 84 pozycji w marcu; w maju piosenka wzleciała na 39. miejsce a po tygodniu stanęła na 5 stopniu od szczytu. Ostatecznie "Because of You" na tej liście osiągnął prawie sukces piosenki z 2006 roku oraz poprzedniego albumu "So Sick". Najwyższą pozycją na Billboard Hot 100 to 2.
Oficjalna premiera teledysku piosenki odbyła się na amerykańskiej stacji telewizyjnej Access Granted 14 marca 2007, dzień po ukazaniu się singla. Następnie klip puszczono na BET 106 i Park. W Europie premiera wideo klipu odbyła się na stacji TRL.
Ne-Yo uznał, że ten utwór to kontynuacja ostatniego singla "Sexy Love".

## Lista utworów

### CD-Singel
1. "Because of You" – 3:46

Długość singla: 3:46

### CD-Maxi
Normal
Wersja normalna CD-Maxi
1. "Because of You" (Wersja albumowa) – 3:46
2. "Because Of You" (Wersja radiowa) – 3:49
3. "Sexy Love" – 3:42
4. "Because Of You" (Wersja instrumentalna) – 3:48

Długość singla: 15:08
Extra
Wersja normalna CD-Maxi + zawartość Extra CD-Maxi
1. Because of You (Teledysk)

## Pozycje na listach
| Notowanie (2007)                       | Pozycja |
| -------------------------------------- | ------- |
| U.S. "Billboard" Hot 100               | 2       |
| U.S. "Billboard" Hot Dance Club Play   | 11      |
| U.S. 'Billboard" Hot R&B/Hip-Hop Songs | 7       |
| U.S. "Billboard" Pop 100               | 3       |
| Australia "ARIA" Top 100 Singles Chart | 23      |
| Austrian Singles Chart                 | 64      |
| Brazil Hot 100                         | 12      |
| Canada "BDS" Airplay                   | 49      |
| Czech IFPI Chart                       | 27      |
| Dutch Top 40                           | 12      |
| Ireland "IRMA" Top 50 Singles          | 10      |
| Japan "J-Wave" Tokio Hot 100           | 1       |
| New Zealand "RIANZ" Top 50 Singles     | 1       |
| Sweden Top 60 Singles                  | 24      |
| Top 50 Portugal                        | 18      |
| United World Chart                     | 9       |
| UK Top 75 Singles                      | 4       |